# Fallicambarus
Fallicambarus é um género de crustáceo da família Cambaridae.
Este género contém as seguintes espécies:
- Fallicambarus burrisi
- Fallicambarus danielae
- Fallicambarus gilpini
- Fallicambarus gordoni
- Fallicambarus harpi
- Fallicambarus hortoni
- Fallicambarus petilicarpus
- Fallicambarus strawni